# Rathauswache

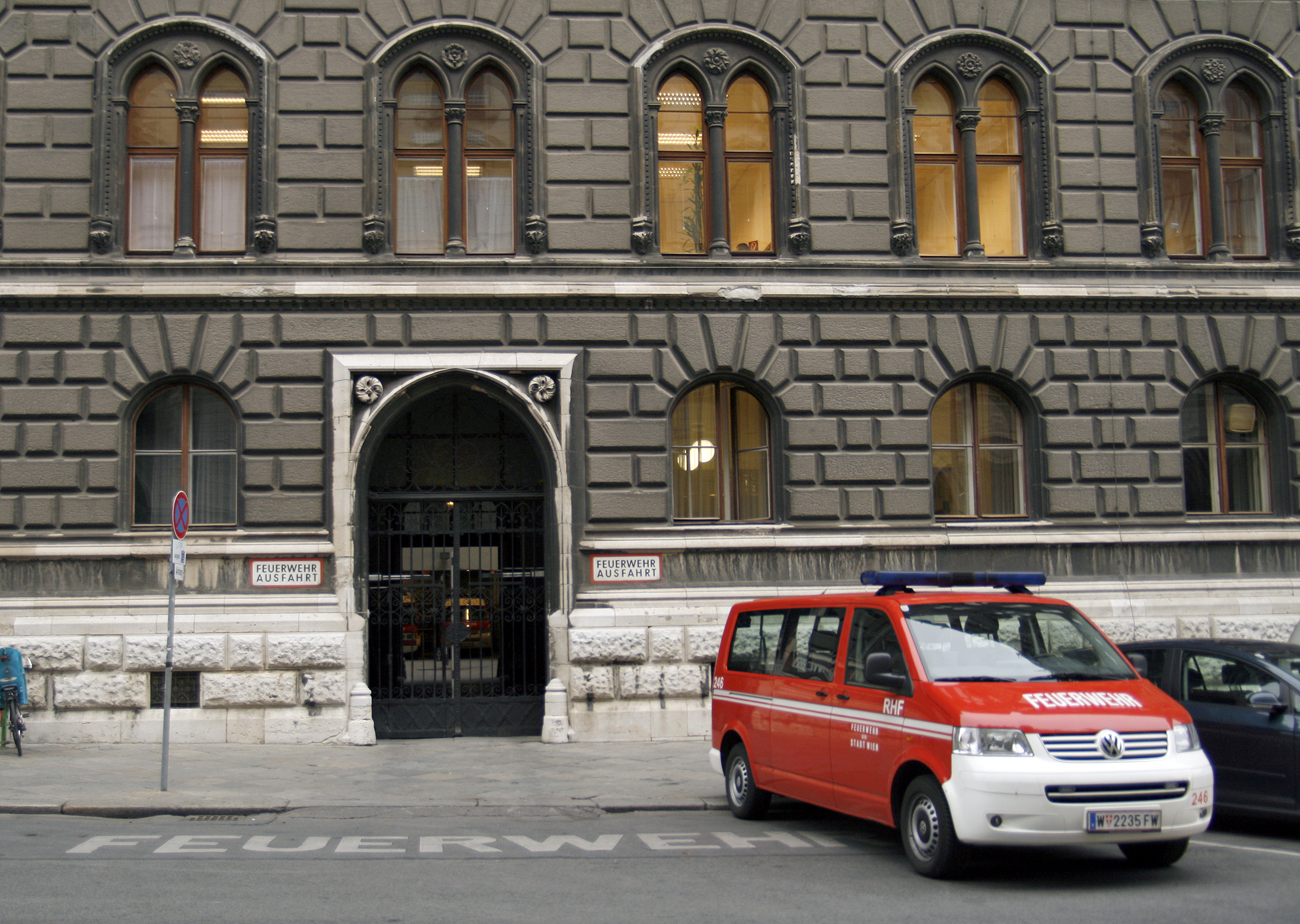
Eingang zu Wache Rathaus in der Wiener Lichtenfelsgasse

Die Rathauswache oder Wache Rathaus (WR) untersteht der Berufsfeuerwehr Wien, gehört aber keiner der neun Brandschutzsektionen an. Der Wachdienst wurde 1927 auf Beschluss des Wiener Gemeinderates als bewaffnete Einsatzgruppe gegründet. Auch heute noch übernimmt die Rathauswache neben den Brandschutzaufgaben den Personen- und Objektschutz im Rathaus und in allen Amtshäusern der Gemeinde Wien.

## Aufgaben
Die Rathauswache betreibt zusätzlich zu ihren Wach- und Schutzfunktionen die Wiener Katastrophenleitzentrale. Diese ist eine der neun österreichischen Landeswarnzentralen. Im Rathausturm sind die Sendeantennen für das Warn- und Alarmsystem sowie Empfangsantennen für die drahtlose Kommunikation im Katastrophenfall untergebracht. Die Rathauswache ist für die Einberufung der notwendigen Stäbe in Krisenfällen verantwortlich.
Ein weiteres Aufgabengebiet ist die Ausstellung von „Notpässen“, also Reisepässen, die in den Nachtstunden bzw. an Wochenenden und Feiertagen kurzfristig benötigt werden.
Im Rahmen des Objektschutzes gibt es von den Stadtkassen in den Amtsgebäuden direkte Alarmübertragungswege zur Wache Rathaus.
Die Ausbildung der Mannschaft der Rathauswache entspricht heute jener der anderen Berufsfeuerwehrmitglieder. Die Mitglieder der Rathauswache absolvieren im Feuerwehrausbildungszentrum bis zu ihrer Indienststellung im Rathaus vorerst ihre Grundausbildung. Im Anschluss daran sind noch fortführende Kurse notwendig.
Im Jahr 2008 machten 95 Einsatzkräfte Dienst auf dieser Wache.

## Geschichte
Die Geschichte der Rathauswache ist vollkommen getrennt von der Entwicklung der Wiener Berufsfeuerwehr zu sehen. Die Rathauswache ist ein wesentlich jüngerer und nicht immer offensichtlich zur Feuerwehr gehörender Teil.
Zu der heute bestehenden Rathauswache gab es auch bereits Vorgänger. So gab es bereits 1870 sogenannte Rathauswächter. Diese drei Mann mussten ihre Rundgänge durch das Rathaus machen. Im Jahr 1880 wurde bereits eine kleine Feuerwache der Berufsfeuerwehr im Rathaus stationiert. Diese wurde aber im Jahr 1922 im Zuge einer Neustrukturierung, der auch andere Feuerwachen zum Opfer fielen, aufgelassen.

### 1927–1934
Der Wachdienst, wie er ursprünglich hieß, wurde als Folge des Wiener Justizpalastbrandes im Juli 1927 vom Wiener Gemeinderat unter Bürgermeister Karl Seitz beschlossen. Organisatorisch wurde er zwar gleich dem Wiener Branddirektor unterstellt, ist aber im politischen Kontext zu sehen. Er wurde zum Schutz der Feuerwehr bei künftigen Einsätzen aufgestellt, falls diese durch andere an den Löscharbeiten behindert werden sollte. Bereits am 17. Juli, am Tag nach dem Brand, wurde die Mannschaft mit einer Stärke von 900 Mann aufgestellt. Dieser Wachdienst wurde auch mit leichten Waffen wie einer Pistole, Säbel oder nur Gummiknüppel bewaffnet. In den nächsten Tagen wurde der Wachdienst personell noch weiter aufgestockt, bis schließlich der interalliierte Militärrat Einspruch erhob, da die Mannschaftsstärke nicht jene von 1913, also vor dem Ersten Weltkrieg überschreiten durfte. Somit musste dieser Beschluss korrigiert werden und die Befugnisse so angepasst werden, dass sich die Tätigkeit mit jener der Polizei nicht überschnitt. Somit wurde der Wachdienst eine reine Betriebswache über Einrichtungen der Gemeinde Wien, wie über die Wiener Stadtwerke, Bäder oder Wiener Wasserversorgung. Ähnliche Einrichtungen gab es auch in anderen Städten, wie Villach, Wiener Neustadt oder Leoben. Untergebracht war der Wachdienst in einer Kaserne in der Mollardgasse 1, wo früher die Allgemeine Arbeiterkrankenkasse beheimatet war. Von der mehrheitlich sozialdemokratischen Bevölkerung wurde der Wachdienst positiv angenommen. Dass der Wachdienst auch im normalen Brandschutzdienst eingesetzt wurde, beweist eine Eintragung der Berufsfeuerwehr vom 26. August 1927 über einen Dachbrand im neuen Amtshaus in der Ebendorferstraße, die wie folgt lautet: „…sehr eifrig hat sich bei den Aufräumungsarbeiten und sonstigen Nebenarbeiten die neugeschaffene Gemeindewache in der Stärke von ca. 200 Mann beteiligt.“
Im Jahr 1930 wurden beim Erlassen des neuen Kinogesetzes und Veranstaltungsgesetzes die Kompetenzen wieder drastisch beschnitten. Auch der Wachdienst für die Elektrizitäts- und Gaswerke wurde stark reduziert, sodass auch die Mannschaftsstärke stark verkleinert wurde. So gab es im Februar 1932 nur mehr 209 Mann beim Wachdienst.
Nachdem im Jahr 1933 der Schutzbund verboten wurde, wurde der Wachdienst mit Saisonarbeitern verstärkt, die im Rathaus selbst Dienst versahen. Nachdem der Bürgermeister im Februar 1934 sämtliche Sicherheitskompetenzen verloren hatte, wurde der Wachdienst in dieser Form aufgelöst. Die Mitglieder des Wachdienstes wurden sowohl in der Zeit des Ständestaates als auch in der Zeit des Nationalsozialismus politisch verfolgt.

### Ständestaat
Aber noch 1934 wurde eine neue Rathauswache aufgestellt, die aus ehemaligen Soldaten bestand. Sie war eine reine Gebäudewache, die sowohl für das Rathaus als auch für die umliegenden Amtsgebäude der bundesunmittelbaren Stadt Wien zuständig war. Insgesamt waren drei Züge mit etwa einhundert Mann stationiert. Die Rathauswache war ebenfalls bewaffnet. Die Bewaffnung bestand entweder aus Mauser-Pistolen oder Karabiner. Interessant waren auch die Anstellungsbedingungen. Mitglieder der Rathauswache durften nicht verheiratet sein. Auch die Begründung einer Ehegemeinschaft ohne Eheschließung war ein Entlassungsgrund. Die Agenden des Brandschutzes blieben allerdings in den Händen der Feuerwehr, die unter anderem auch tägliche Kontrollgänge durchführen musste, ob die Rathauswache mit der Handhabung der Löschgeräte vertraut ist.
Noch vor dem Anschluss zählte die Rathauswache zu den Einheiten, die als letzte in Wien den Widerstand aufgaben. Während am 12. März auf der Polizeidirektion bereits seit 22:31 die Hakenkreuzfahne wehte, ergab sich die Rathauswache gleichzeitig mit der Verhaftung des Wiener Bürgermeisters Richard Schmitz um 23:30.

### 1938 bis 1945
Im Jahr 1938 wurde nach dem Anschluss die Rathauswache personell komplett neu besetzt und auf SA-Rathauswache umbenannt. Sie bestand aus etwa 80 bis 100 Mann.

### Zweite Republik
Gleich nach dem Zweiten Weltkrieg wurde sie unter dem Bürgermeister Theodor Körner wieder als Feuerwache der Berufsfeuerwehr installiert. Da ja bereits die Berufsfeuerwehr während der Kriegsjahre ebenfalls als Feuerpolizei Polizeiagenden innehatte, konnte die Rathauswache unter dem Kommando der Feuerwehr leichter argumentiert werden. Maßgeblich beteiligt an der Neuorganisation war der ehemalige Oberfeuerwehrmann Leopold David. Die Mitglieder der neuen Rathauswache rekrutierte sich hauptsächlich aus ehemaligen Mitgliedern des Wachdienstes. Der Aufgabenbereich der Rathauswache bestand auch darin, leerstehende Wohnungen nach dem Krieg vor unkontrolliertem Zuzug zu bewachen. Da sie zu dieser Zeit über keine Uniformen verfügten, wurden sie vom Bürgermeister mit Ausweisen versehen. Diese sollten sie vor Übergriffen der Besatzungssoldaten in der Vierzonenstadt schützen. 1946 bekam die Rathauswache von den Alliierten die Erlaubnis, Handfeuerwaffen zu tragen. Diese Waffen wurden von den Besatzern zur Verfügung gestellt. So konnten auch im Rathaus eingelagerte Lebensmittel bewacht werden.
Organisatorisch wurde sie sofort der Feuerwehr unter dem damaligen Branddirektor und späteren Polizeipräsidenten Josef Holaubek unterstellt. Durch das nunmehr wesentlich verbesserte Verhältnis zwischen Polizei und Feuerwehr zeigt sich auch in der Verwendung der Dienstgrade der Polizei bis 1970. Erst danach wurden wieder die alten Dienstgrade der Feuerwehr verwendet.
In die Schlagzeilen geriet die Rathauswache 1969, als sie den damaligen Gemeinderats Franz Olah, der vorher mit der eigenen Partei DFP in den Gemeinderat einzog, aus dem Sitzungssaal hinaustrug, da dieser eine einjährige Haftstrafe abzusitzen hatte. Der Verfassungsgerichtshof verurteilte nachträglich diese von Bürgermeister Marek angeordnete Aktion als rechtswidrig.
Die Agenden der Rathauswache kann man aus einer einfachen Dienstvorschrift von 1947 erkennen:
1. Schutz des Gemeindeeigentums
2. Aufrechterhaltung von Ruhe und Ordnung auf den der Wache Rathaus zugewiesenen Dienstplätzen
3. Überwachen der gültigen Vorschriften in sicherheitspolizeilicher und feuersicherheitlicher Hinsicht
4. Einschreiten bei Elementarereignissen

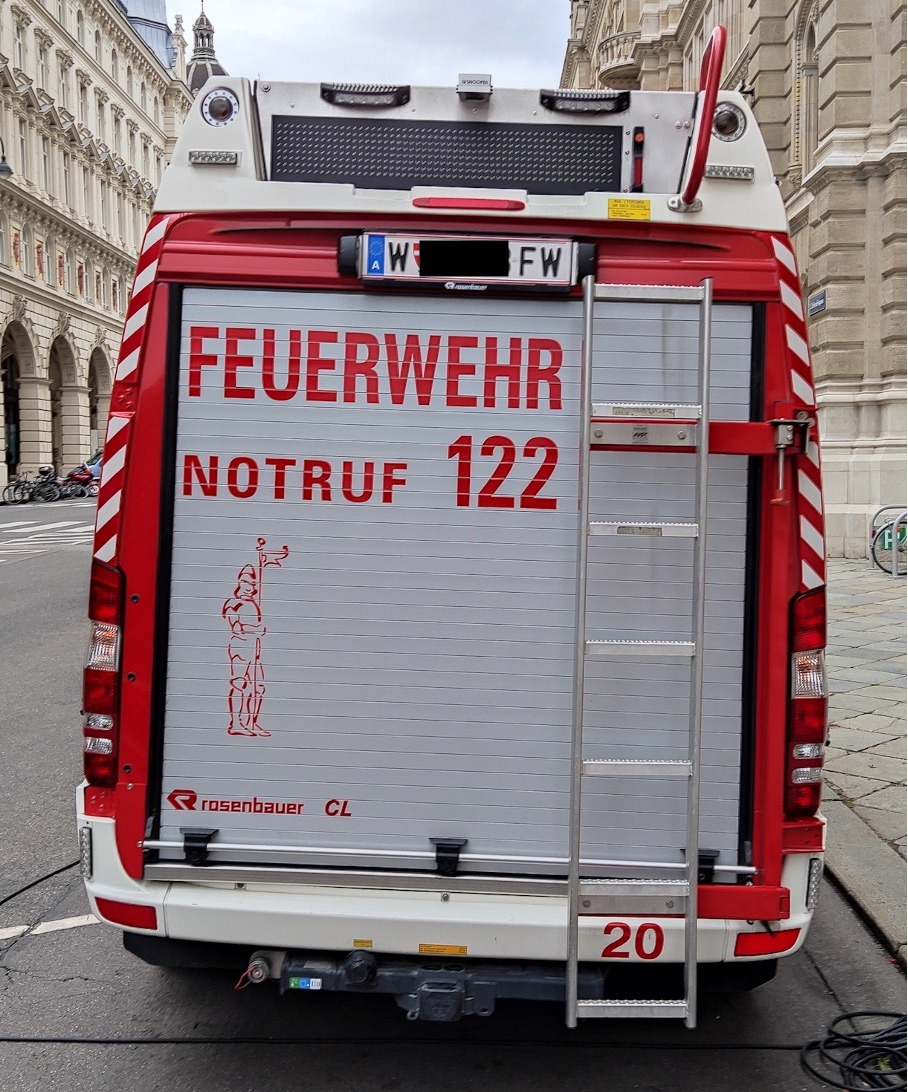
Fahrzeuge der Rathauswache Tragen das Bild des Wiener Rathausmannes

Die Mannschaftsstärke von rund 80 Mann nach dem Krieg konnte nach dem Staatsvertrag auf etwa 60 Mann und später auf 50 Mann verringert werden, da die Gemeindebauten nicht mehr bewacht werden mussten.
Unter Branddirektor Sanytr wurde ab dem Jahr 1971 der Aufgabenbereich der Feuerwehr der Stadt Wien – Wache Rathaus, wie sie jetzt offiziell hieß, wesentlich erweitert. So wurde der Rathauswache der Schutz vor allem der gemeindeeigenen Museen und Gedenkstätten übertragen. Dazu wurden sie mit neuen Alarmsystemen und neuen Gerätschaften ausgerüstet. Auch die Ausbildung speziell im Personenschutz wurde wesentlich verbessert. Im Jahr 1989 wurden die Räumlichkeiten der Rathauswache innerhalb des Rathauses renoviert und erneuert.
Unter Branddirektor Perner wurde die Rathauswache mit einem ersten Löschfahrzeug für den abwehrenden Brandschutz ausgerüstet. Somit konnte 1994 erstmals seit dem Krieg eine Löschgruppe installiert werden. Im Jahr 2018 wurden nach mehreren Messerangriffen in Österreich alle Mitglieder der Rathauswache, wie auch die Beamten der Bundespolizei, mit Stichschutzwesten ausgestattet.